# بخش سانتو تومه
بخش سانتو تومه (به اسپانیایی: Departamento Santo Tomé) یک منطقهٔ مسکونی در آرژانتین است که در استان کورینتس واقع شده‌است. بخش سانتو تومه ۷٬۳۵۹ کیلومتر مربع مساحت و ۵۴٬۰۵۰ نفر جمعیت دارد.